# Jack Irons
Jack Irons (ur. 18 lipca 1962 w Los Angeles) – amerykański muzyk rockowy, w latach 1983–88 perkusista Red Hot Chili Peppers.
Brał udział w nagrywaniu płyty The Uplift Mofo Party Plan. Odszedł z Red Hot Chili Peppers na skutek szoku i załamania nerwowego po śmierci swojego przyjaciela Hillela Slovaka, gitarzysty zespołu. Później współtworzył płyty zespołu Eleven Awake in a Dream, Eleven i Thunk. Od 1994 brał udział także w nagrywaniu kilku płyt zespołu Pearl Jam. Gościnnie można go było usłyszeć u Keitha Levene'a, Michelle Shocked, Sun-60 i The Buck Pets.